# 香港早晨
『香港早晨』（英語: Good Morning Hong Kong）は、香港の民間テレビ局無綫電視が翡翠台、互動新聞台、TVB新聞台の各チャンネルで（翡翠台は日曜を除く）毎日6:00（香港時間 UTC+8、以下同じ）から放送しているニュース番組である。番組名は「おはよう香港」の意味。

## 歴史
1981年9月7日に、香港では初めての朝のワイド番組として放送開始された。当初は、ニュースとともに、香港の話題やインタビューなども交えたワイドショー的な番組内容だったが、湾岸戦争が勃発した際、競合局亜洲電視（ATV）が早朝にニュース番組を放送開始したのに伴い視聴率が低下したため、30分を1周期としてニュースを繰り返し放送するニュース番組に内容を変更し、視聴率を回復、以後はATVを引き離した。

## 放送時間
- 月曜日〜土曜日(新聞台、互動新聞台では日曜日も)： 6:00〜8:55

## キャスター
- メイン：張文采・鄭萃雯
- 経済：陳嘉倩・梁凱寧
- スポーツ：文宇軒・楊皓然

## 番組内容
30分周期で、以下の内容を繰り返し放送する。臨時ニュースが放送される場合は、この限りではない。
- 天気概況（現在の天気現況とその日の天気の概況を、ビクトリア・ハーバーの映像とともに説明）
- メインニュース（香港、中国国内、海外）
- コマーシャル後の放送内容説明
- コマーシャル（約3分）
- 経済ニュース
- スポーツニュース（7:40と8:40の2回のみ放送）
- 地元新聞の社説要約
- 中国国内および台湾の話題（地元放送局の映像で放送）
- 交通情報
- 天気予報（6:55は香港天文台からの中継、7:55と9:25は再放送）

30分周期の最後に、キャスターによる軽いニュースを放送する。次の30分が始まる前に、時報（胃腸薬などの薬関係のCMが流れた後で、時計が写されてアナウンサーが現在時刻を読み上げる）が放送される。
台風の直撃などで天候悪化が予測される場合、放送開始時刻が6:00となる。これは、香港政府が発表する警報と、それに伴う休業・休校を、通勤・通学時間帯の前に住民に知らせるためである。

## オープニング
現在のオープニング曲は1993年以来同じ曲(Jamie Kaleth氏が作曲した「GoldenChallenge」。長崎文化放送の1990年開局～2006年のオープニング曲でもある)を使用しているが、2008年2月11日より、途中をカットして短い音楽に変更された。映像は2008年の一時期を除き、香港各地の映像を撮影したものが流される。